# Echyra delphinensis
Echyra delphinensis är en skalbaggsart som beskrevs av Marc Lacroix 1997. Echyra delphinensis ingår i släktet Echyra och familjen Melolonthidae. Inga underarter finns listade i Catalogue of Life.